# Ропчишко-Сенджишовски окръг
Ропчишко-Сенджишовски окръг (на полски: Powiat ropczycko-sędziszowski) е окръг в Югоизточна Полша, Подкарпатско войводство. Заема площ от 548,31 км2.
Административен център е град Ропчице.

## География
Окръгът се намира в историческия регион Малополша. Разположен е в западната част на войводството.

## Население
Населението на окръга възлиза на 73 166 души (2012 г.). Гъстотата е 133 души/км2.

## Административно деление
Административно окръгът е разделен на 5 общини.
Градско-селски общини:
- Община Ропчице
- Община Сенджишов Малополски

Селски общини:
- Община Ивежице
- Община Остров
- Община Вельополе Скшинске

## Фотогалерия
- Ропчице
- Сенджишов Малополски